# Mijntje Lückerath-Rovers
Mijntje Lückerath-Rovers (Eindhoven, 14 december 1968) is een Nederlands econoom en hoogleraar in Corporate Governance aan de Tilburg University, TIAS School for Business and Society.

## Biografie
Lückerath studeerde financiële economie aan de Erasmus Universiteit Rotterdam, nadat zij was uitgeloot voor de studie bedrijfskunde. Ze voltooide haar studie in 1994. In 2007 promoveerde zij daar op een proefschrift over operationele lease.
Lückerath werkte van 1994 tot 2001 bij Rabobank International. Zij begon daar als management trainee maar werd ten slotte vicepresident van Project Finance. In 2001 begon zij als universitair hoofddocent bij de Erasmus Universiteit. In 2010 werd zij hoogleraar Corporate Governance aan de Nyenrode Business Universiteit. In 2013 werd zij hoogleraar aan de Tilburg University. Haar onderzoek richtte zich vanaf dat moment met name op de voorwaarden die nodig zijn om besturen van bedrijven effectief te kunnen laten opereren. Daarbij spelen onderwerpen zoals onafhankelijkheid, diversiteit, transparantie en integriteit een belangrijke rol.
Naast haar werk als hoogleraar is zij o.a. hoofdredacteur van het Jaarboek Corporate Governance. Ook is of was zij commissaris of toezichthouder bij een aantal bedrijven, waaronder Achmea, ASN Beleggingsinstellingen, NRC Media, Erasmus MC, Diergaarde Blijdorp, KNGF Geleidehonden.
Daarnaast had zij een aantal andere nevenfuncties:
- 2012-2014: Lid Commissie Publiek Belang Ernst & Young
- 2014: Voorzitter Visitatiecommissie rijkscultuurfondsen
- 2013: Voorzitter commissie aanpassing Code Cultuur

## Female Board Index
Lückerath treedt vooral in de openbaarheid door haar jaarlijkse publicatie van de Nederlandse Female Board Index, waarin zij een overzicht geeft van de vrouwelijke vertegenwoordiging in de Raden van Bestuur en Raden van Commissarissen (RvC) van Nederlandse NV's genoteerd op Euronext Amsterdam. Uit de publicatie over 2015 bleek dat geen enkel bedrijf in dat jaar voldeed aan het Nederlandse streefgetal (30%) voor RvB én RvC (per 2016). Negen ondernemingen voldeden per 2020 aan het EU-quota proposal (40%) voor alleen de RvC. In 2021 voldeden 16 Nederlandse ondernemingen aan de streefwaarden voor zowel RvB als RvC. 15 ondernemingen hadden geen enkele vrouw in RvB en RvC.

## Persoonlijk
Lückerath is getrouwd en heeft drie kinderen.

## Publicaties (selectie)
- 2011 (Oratie als hoogleraar Nyenrode): Mores Leren. Soft Controls in Corporate Governance
- 2014 (Oratie als hoogleraar TIAS): Bouwstenen voor High Performing Boards[1]
- Jaarlijkse publicatie van de Nederlandse Female Board Index[7]
- Code of conduct for non-executive directors and supervisors. Journal of Business Ethics, 100(3), 465-481. 2001. Co-auteur A. de Bos
- Women on Boards and Company Performance, Journal of Management and Governance, vol. 17, nr.2, p. 491-509, 2013
- Het RvC-verslag: weinig inzicht in toezicht, Maandblad voor Accountancy en Bedrijfseconomie, November 2010, co-auteurs M. Scheltema en A. de Bos,
- Mores Leren : Soft Controls in Corporate Governance, 2011
- De haalbaarheid van het quota wetsvoorstel. Ondernemingsrecht, 4, 160-164, co-auteur M. Spaans, 2011.